# Mikołaj Spytek Ligęza
Mikołaj Spytek Ligęza (ca. 1562 – 1637) var en Polsk-Litauisk fyrstelig person. Han var kastellan af byerne Czechów, Żarnów, Sandomierz og var ejer af byen Rzeszów.
Han havde to børn: Pudencajna Ligęza og Konstancja Ligęza.